# ジャンボアメフラシ
ジャンボアメフラシ（学名: Aplysia californica）は、アメフラシ科に分類される腹足類の一種である。

## 分布
カリフォルニアおよびメキシコ北部の近海に生息しているが、フロリダ海岸の近くでも見ることができる。

## 解説
非常に大きく成長し、はっている時に75センチメートルにもなる個体の記録がある。しかし、ほとんどの成体標本はこの半分以下の大きさである。
近縁種であるAplysia vaccaria（英名: Black sea hare）はこれよりも大きく成長する。

### ゲノミクス
全ゲノムシークエンシングは2005年3月にアメリカ国立ヒトゲノム研究所によって優先して承認された。ゲノム概要配列は、UCSC Genome Browserで入手できる。

## 生活環

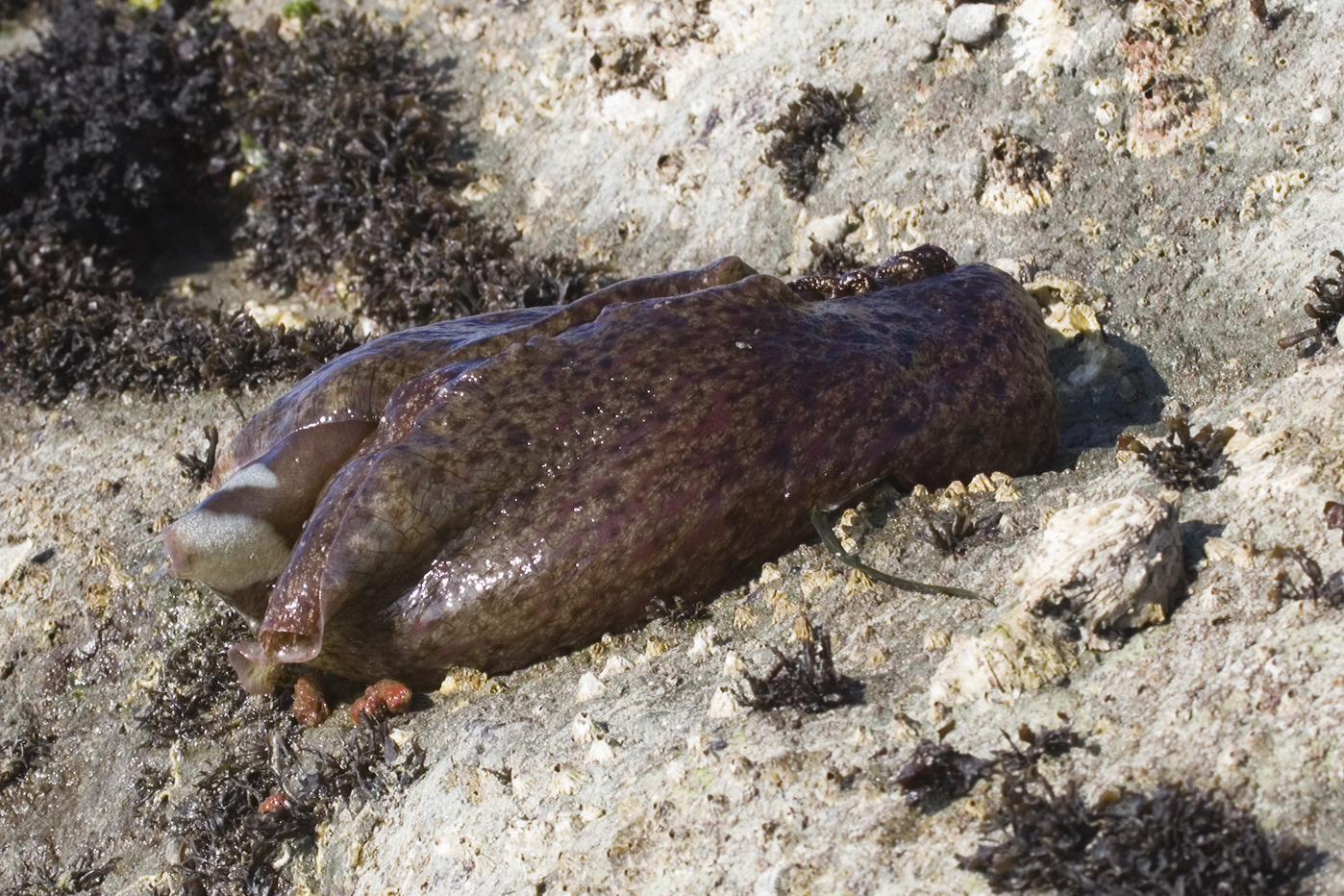
モロ・ベイ近くで干潮時に水から出ているAplysia californica

他のアメフラシと同様に雌雄同体であり、交尾の時は同時に雄と雌として働く。卵は黄色で、8から9日後に茶色に変化する。この一年生動物は産卵するとその生涯を終える。寿命は水温にある程度依存する。12から25℃が最適であるが、より低い温度では産卵が遅れ、寿命がある程度延長する。
刺激されると外套腔の腺から赤紫色の色素を放出する。

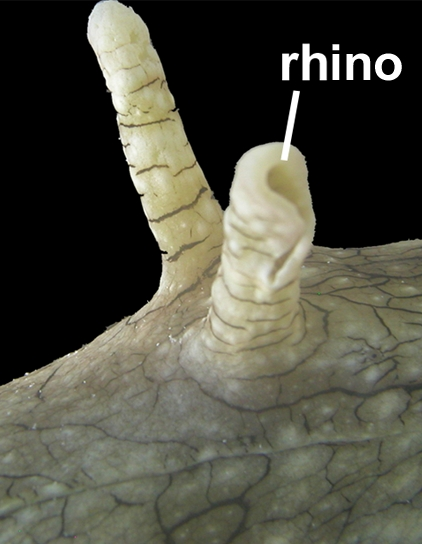
Aplysia californicaの触角

## 食性
他のAplysia属の種と同様に草食性である。食物は主に紅藻からなり、そのため赤からピンクがかった色を呈する。

## 実験動物として
学習および記憶の神経科学の研究で使用される有用な実験動物であり、特にノーベル賞受賞者エリック・カンデルの仕事と関係している。
大きく容易に同定できる、わずか数千個の神経細胞からなる単純な神経系を持つことから、シナプス可塑性の研究において至る所で使用されている。一見して単純な神経系にもかかわらず、感作や馴化、古典的条件づけ、オペラント条件づけを含む様々な非連合ならびに連合学習を行うことが可能である。研究は主にひだ及び吸引管引き込み反射の部分標本を用いる。

## 推薦文献

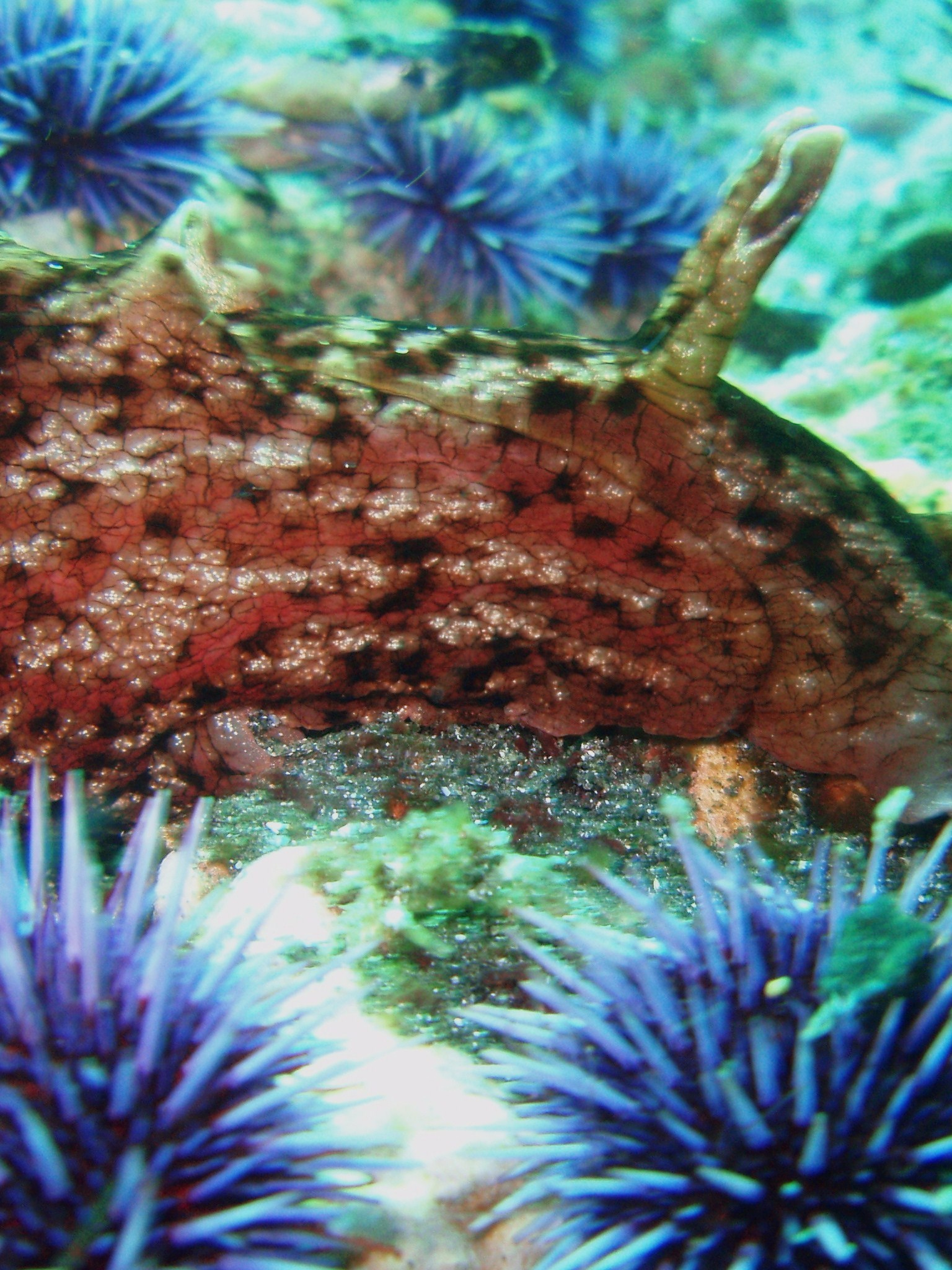
The anterior part of Aplysia californica

- Scott F Cummins, Dirk Erpenbeck, Zhihua Zou, Charles Claudianos, Leonid L Moroz, Gregg T Nagle & Bernard M Degnan. 2009. Candidate chemoreceptor subfamilies differentially expressed in the chemosensory organs of the mollusc Aplysia. BMC Biology 2009, 7:28. doi:10.1186/1741-7007-7-28.
- Moroz L. L., Ju J., Russo J. J., Puthanveetti S., Kohn A., Medina M., Walsh P. J., Birren B., Lander E. S. & Kandel E. R. (2004) "Sequencing the Aplysia Genome: a model for single cell, real-time and comparative genomics". National Human Genome Research Institute. online at http://www.genome.gov/Pages/Research/Sequencing/SeqProposals/AplysiaSeq.pdf Accessed 20 November 2009
- Proekt A., Wong J., Zhurov Y., Kozlova N., Weiss K. R. & Brezina V. (7 November 2008) "Predicting Adaptive Behavior in the Environment from Central Nervous System Dynamics". PLoS ONE 3(11): e3678. doi:10.1371/journal.pone.0003678.
- Wayne N. L. & Block G. D. (1992). "Effect of Photoperiod and Temperature on Egg-Laying Behavior in a Marine Mollusk, Aplysia californica". The Biological bulletin, Marine Biological Laboratory, 182: 8-14.